# Tomopterus vespoides
Tomopterus vespoides är en skalbaggsart som beskrevs av White 1855. Tomopterus vespoides ingår i släktet Tomopterus och familjen långhorningar.
Artens utbredningsområde är:
- Costa Rica.
- Guatemala.
- Honduras.
- Panama.

Inga underarter finns listade i Catalogue of Life.